# الألعاب البارا أمريكية 2023
الألعاب البارا أمريكية 2023 (بالإسبانية: Juegos Parapanamericanos de 2023)، والمعروفة رسميا باسم الألعاب البارا أمريكية السادسة وأيضا باسم ألعاب سانتياغو 2023 البارا أمريكية، كانت حدثا رياضيا دوليا متعدد الألعاب خاص بالرياضيين ذوي الاحتياجات الخاصة. تُعد هذه النسخة السابعة في تاريخ الألعاب البارا أمريكية، وأُقيمت تحت إشراف اللجنة البارالمبية للأمريكتين، وذلك خلال الفترة من 17 إلى 26 نوفمبر 2023 في سانتياغو عاصمة تشيلي.

## ترشيحات الاستضافة
تقدمت مدينتان فقط بطلب ترشيح لاستضافة الألعاب البارا أمريكية 2023، هُما مدينة سانتياغو في تشيلي وبوينس آيرس عاصمة الأرجنتين. في 1 فبراير 2017، أعلنت منظمة عموم أمريكا للرياضة قبول طلب المدينتين بشكل رسمي. انسحبت بوينس آيرس من ترشيحها في أبريل 2017 بسبب عدم توفر التمويل والخدمات اللوجستية الضرورية لاستضافة هذا الحدث والألعاب الأولمبية الصيفية للشباب 2018 في آن واحد.

### انتخاب المدينة المستضيفة
خلال الجمعية العامة لاتحاد اللجان الأولمبية الوطنية في براغ في 4 نوفمبر 2017، أُعلن رسميا عن اختيار سانتياغو بالإجماع لاستضافة هذه الألعاب. ستكون هذه المرة الأولى التي تستضيف فيها تشيلي الألعاب الأمريكية والبارا أمريكية. مُنحت سانتياغو في البداية حق استضافة دورة الألعاب الأمريكية 1975 و‌دورة الألعاب الأمريكية 1987، لكنها انسحبت كمستضيف في كلتا المرتين بسبب مشاكل مالية وسياسية. أيضا كانت سانتياغو قد ترشحت لاستضافة الألعاب البارا أمريكية 2019 لكن حق الاستضافة في النهاية نالته ليما.
| المدينة  | اسم اللجنة الأولمبية الوطنية | الأصوات  |
| -------- | ---------------------------- | -------- |
| سانتياغو | تشيلي                        | بالإجماع |

## التطوير والتحضير

### الميزانية
قُدرت ميزانية هذه الدورة من الألعاب البارا أمريكية بمبلغ 507 مليون دولار أمريكي، مع تخصيص 170 مليون دولار لبناء عشرة منشآت رياضية جديدة وتطوير ست قاعات. تبلغ هذه الميزانية حوالي 36% مما أُنفق على دورة الألعاب الأمريكية 2015 في تورونتو بكندا، و50% من ميزانية آخر ألعاب بارا أمريكية عام 2019، في ليما بالبيرو.

### المنشآت الرياضية
أُقيمت مسابقات هذه الدورة في عدة منشآت رياضية في مدينة سانتياغو والمناطق المجاورة لها.
في يونيو 2022، كشف المنظمون عن الخطة النهائية التي تكونت من 14 منشأة أُقيمت فيها منافسات هذه الدورة. وجميع المنشآت تقع في منطقة سانتياغو، وبعضها استُخدم بشكل حصري في الألعاب.

### قرية الرياضيين
في ديسمبر 2021، أُقيم حفل لوضع الحجر الأساس لبناء القرية الرياضية لهذه الألعاب. كلف هذا المشروع حوالي 100 مليون دولار أمريكي، بحيث تكونت القرية من 1345 شقة. بعد الألعاب، تحولت القرية إلى مشروع سكن اجتماعي. بُنيت القرية في مجتمع حديقة سيريوس المئوية في سانتياغو.

### ابتكارات الوصول العالمي
في خطوة رائدة عالميا، قدمت الألعاب البارا أمريكية 2023 شهادات صوتية مولدة بالذكاء الاصطناعي للرياضيين ضعاف البصر والمكفوفين. باستخدام تسجيل فريد مدته 50 ثانية لخولي سيزار أفيلا، رئيس اللجنة البارالمبية للأمريكتين، وُظفت تقنية الذكاء الاصطناعي لإنشاء شهادات صوتية شخصية لأكثر من 500 رياضي. هذا الابتكار لم يعزز فقط الاعتراف بإنجازات الرياضيين، بل وضع أيضا معيارا جديدا للشمولية وإمكانية الوصول في الأحداث الرياضية الدولية.

#### عينات من الشهادات الصوتية
- شهادة صوتية بالإنجليزية لأنتوني سايمون فيرارو
- شهادة صوتية بالإسبانية لأناليز بيليتيرو

تؤكد هذه المبادرة التزام اللجنة البارالمبية للأمريكتين بالاستفادة من التكنولوجيا المتطورة لتعزيز الشمولية وإمكانية الوصول في الرياضة.

## الألعاب

### الحفلات
أُقيم حفل الافتتاح يوم 17 نوفمبر 2023 في ملعب خوليو مارتينيز برادانوس الوطني، بينما أُقيم حفل الختام في 26 نوفمبر 2023 في القرية البارا أمريكية الواقعة في سيرايلوس.

#### حفل الافتتاح
خلال هذا الحفل، كانت هناك لحظات رسمية مثل العروض الثقافية، وموكب الوفود المنتمية إلى اللجنة البارالمبية للأمريكتين، وخطابات ترحيب من أعضاء منظمة البان أمريكية للرياضة واللجنة البارالمبية الدولية.
من بين العروض الموسيقية، شارك الفنانون التالون: آنا تيجو وبيتو كويفاس ودينيسي روزنتال وفلور دي راب وكيا ومجموعة موفيمينتو أوريجينال. كل من أنيتا تيجو ومجموعة موفيمينتو أوريجينال سبق لهما الغناء في حفل افتتاح دورة الألعاب الأمريكية 2023.

#### حفل الختام
أُقيم حفل الختام في ليلة 26 نوفمبر 2023 في المنطقة الاحتفالية لحديقة سيريلوس المئوية، حيث بُنيت القرية البان أمريكية. كما يحدد البروتوكول، كانت هناك عروض ثقافية، وموكب الأعلام من قبل أعضاء اللجنة البارالمبية للأمريكتين، وخطابات الشكر والختام من قبل أعضاء اللجنة البارالمبية للأمريكتين، والتكريمات والشكر للمتطوعين وحفل تسليم علم اللجنة لسلطات المدينة المستضيفة للنسخة القادمة، والتي كانت حتى ذلك الحين مدينة بارانكيا في كولومبيا. تضمن أيضا عرض أرقام حول الثقافة الكولومبية وكان هناك أيضا عرض ثقافي مدته 15 دقيقة للثقافة الكولومبية وانتهى الحفل بإطفاء المرجل. من بين العروض الموسيقية، شاركت مجموعات سانتافيريا، وباندا كونموسيون ولوس رامبلرز والمغنيات برينسيسا ألبا وجيي. فيما بعد، أصبح هذا العرض وتمرير العلم لاغيا في 24 يناير 2024، نتيجة لإلغاء حقوق المدينة الكولومبية كمستضيف للألعاب البان والبارا أمريكية 2027. بعد أيام قليلة، في 12 مارس من نفس العام، قررت منظمة البان أمريكية للرياضة تسليم النسخة المقبلة من الألعاب للعاصمة البيروفية ليما.

### اللجان البارالمبية الوطنية المشاركة
شاركت إحدى وثلاثون لجنة بارالمبية وطنية في الألعاب. كانت هذه الدورة أول مشاركة لغرينادا في الألعاب البارا أمريكية، كما عادت جزر العذراء للمشاركة بعد آخر مشاركة لها في نسخة 2015، بينما غابت سورينام عن الدورة، وهي التي شاركت آخر مرة في نسخة 2019.
| اللجان البارالمبية الوطنية المشاركة |
| --- |
| - الأرجنتين (206) - أروبا (1) - باربادوس (3) - برمودا (3) - البرازيل (327) - كندا (135) - تشيلي (166) (البلد المضيف) - كولومبيا (176) - كوستاريكا (29) - كوبا (52) - جمهورية الدومينيكان (22) - الإكوادور (36) - السلفادور (22) - غرينادا (3) - غواتيمالا (21) - غيانا (1) - هايتي (1) - هندوراس (2) - جامايكا (3) - المكسيك (186) - نيكاراغوا (2) - بنما (22) - باراغواي (3) - بيرو (89) - بورتوريكو (25) - سانت فينسنت والغرينادين (1) - ترينيداد وتوباغو (1) - الولايات المتحدة (240) - الأوروغواي (11) - فنزويلا (97) - جزر العذراء (1) |

#### المشاركون
فيما يلي قائمة بعدد المشاركين في هذه الألعاب بالنسبة لكل لجنة بارالمبية وطنية.
| IPC | البلد                   | الرياضيين |
| --- | ----------------------- | --------- |
| BRA | البرازيل                | 327       |
| USA | الولايات المتحدة        | 240       |
| ARG | الأرجنتين               | 206       |
| MEX | المكسيك                 | 186       |
| COL | كولومبيا                | 176       |
| CHI | تشيلي                   | 166       |
| CAN | كندا                    | 135       |
| VEN | فنزويلا                 | 97        |
| PER | بيرو                    | 89        |
| CUB | كوبا                    | 52        |
| ECU | الإكوادور               | 36        |
| CRC | كوستاريكا               | 29        |
| PUR | بورتوريكو               | 25        |
| DOM | جمهورية الدومينيكان     | 22        |
| ESA | السلفادور               | 22        |
| PAN | بنما                    | 22        |
| GUA | غواتيمالا               | 21        |
| URU | الأوروغواي              | 11        |
| BAR | باربادوس                | 3         |
| BER | برمودا                  | 3         |
| GRN | غرينادا                 | 3         |
| JAM | جامايكا                 | 3         |
| PAR | باراغواي                | 3         |
| HON | هندوراس                 | 2         |
| NCA | نيكاراغوا               | 2         |
| ARU | أروبا                   | 1         |
| GUY | غيانا                   | 1         |
| HAI | هايتي                   | 1         |
| TTO | ترينيداد وتوباغو        | 1         |
| VIN | سانت فينسنت والغرينادين | 1         |
| ISV | جزر العذراء             | 1         |

### الرياضات
وفقا لقوانين اللجنة البارالمبية للأمريكتين، فإن الحد الأقصى للرياضات في برنامج الألعاب هو 17 رياضة. خلال هذه الدورة، أُقيم 378 نهائيا في 16 رياضة بارالمبية ورياضة إقليمية واحدة. بسبب السجل الحديث لرياضييهم، قرر المنظمون استبدال الكرة الطائرة جلوسا بالرماية. يُلاحظ أن هذه هي المرة الأولى في التاريخ التي تكون فيها هذه الرياضة خارج البرنامج الرياضي للألعاب البارا أمريكية. كان إزالة الرياضة أيضا بسبب أن تشيلي لا تملك اتحادا وطنياً للرياضة. وبالتالي، أقام الاتحاد الرياضي البان أمريكي نسخة إضافية من بطولة البان أمريكية للكرة الطائرة جلوسا خلال الفترة ما بين 9 و13 مايو 2023 لتحديد ممثلي الأمريكتين في الألعاب البارالمبية الصيفية 2024.
- النبالة (تفاصيل) (8)
- ألعاب القوى (تفاصيل) (114)
- Badminton (تفاصيل) (16)
- البوتشيا (تفاصيل) (11)
- ركوب الدراجات (تفاصيل)
  -  الطريق (16)
  -  المضمار (10)
- كرة القدم للمكفوفين (تفاصيل) (1)
- كرة القدم لذوي الشلل الدماغي (تفاصيل) (1)
- كرة الهدف (تفاصيل) (2)
- الجودو (تفاصيل) (8)
- رفع الأثقال (تفاصيل) (17)
- الرماية (تفاصيل) (9)
- السباحة (تفاصيل) (120)
- كرة الطاولة (تفاصيل) (26)
- التايكوندو (تفاصيل) (10)
- كرة السلة على الكراسي المتحركة (تفاصيل) (2)
- الرجبي على الكراسي المتحركة (تفاصيل) (1)
- كرة مضرب الكراسي المتحركة (تفاصيل) (6)

## الجدولة
| حا | حفل الافتتاح | ● | منافسات الفعاليات | 1 | نهائيات الفعاليات | حخ | حفل الختام |

| نوفمبر                         | نوفمبر                         | 16 خميس | 17 جمعة | 18 سبت | 19 أحد | 20 اثنين | 21 ثلاثاء | 22 أربعاء | 23 خميس | 24 جمعة | 25 سبت | 26 أحد | فعاليات الميداليات |
| ------------------------------ | ------------------------------ | ------- | ------- | ------ | ------ | -------- | --------- | --------- | ------- | ------- | ------ | ------ | ------------------ |
| الحفلات (الافتتاح / الختام)    | الحفلات (الافتتاح / الختام)    |         | حا      |        |        |          |           |           |         |         |        | حخ     | —                  |
| الرماية                        | الرماية                        |         |         |        | ●      | ●        | 2         | 6         |         |         |        |        | 8                  |
| ألعاب القوى                    | ألعاب القوى                    |         |         |        |        |          | 20        | 25        | 22      | 22      | 25     |        | 114                |
| الريشة الطائرة                 | الريشة الطائرة                 |         |         |        |        |          |           | ●         | ●       | 1       | 7      | 8      | 16                 |
| البوتشيا                       | البوتشيا                       |         |         |        | ●      | ●        | ●         | 8         | ●       | ●       | 3      |        | 11                 |
| سباق الدراجات                  | الطريق                         |         |         |        | 7      |          |           |           |         |         |        | 9      | 16                 |
| سباق الدراجات                  | المضمار                        |         |         |        |        |          |           |           | 4       | 6       |        |        | 10                 |
| كرة القدم للمكفوفين            | كرة القدم للمكفوفين            |         |         | ●      | ●      | ●        |           | ●         | ●       |         | 1      |        | 1                  |
| كرة القدم لذوي الشلل الدماغي   | كرة القدم لذوي الشلل الدماغي   |         |         | ●      | ●      | ●        |           | ●         | ●       |         | 1      |        | 1                  |
| كرة الهدف                      | كرة الهدف                      |         |         | ●      | ●      | ●        | ●         | ●         | ●       | 2       |        |        | 2                  |
| الجودو                         | الجودو                         |         |         |        | 4      | 4        |           |           |         |         |        |        | 8                  |
| رفع الأثقال                    | رفع الأثقال                    |         |         | 6      | 5      | 5        | 1         |           |         |         |        |        | 17                 |
| الرماية                        | الرماية                        |         |         | 2      | 2      | 3        | 2         |           |         |         |        |        | 9                  |
| السباحة                        | السباحة                        |         |         | 19     | 15     | 17       | 14        | 22        | 15      | 18      |        |        | 120                |
| تنس الطاولة                    | تنس الطاولة                    | ●       | ●       | 16     | ●      | 10       |           |           |         |         |        |        | 26                 |
| التايكوندو                     | التايكوندو                     |         |         |        |        |          |           |           | 3       | 4       | 3      |        | 10                 |
| كرة السلة على الكراسي المتحركة | كرة السلة على الكراسي المتحركة |         |         | ●      | ●      | ●        | ●         | ●         | ●       | 1       | 1      |        | 2                  |
| الرجبي على الكراسي المتحركة    | الرجبي على الكراسي المتحركة    |         |         | ●      | ●      | ●        | ●         | ●         | 1       |         |        |        | 1                  |
| تنس الكراسي المتحركة           | تنس الكراسي المتحركة           |         |         |        | ●      | ●        | ●         | ●         | 1       | 3       | 2      |        | 6                  |
| فعاليات الميداليات اليومية     | فعاليات الميداليات اليومية     |         |         | 43     | 33     | 39       | 39        | 61        | 46      | 57      | 43     | 17     | 378                |
| المجموع التراكمي               | المجموع التراكمي               |         |         | 43     | 76     | 115      | 154       | 215       | 261     | 318     | 361    | 378    | 378                |
|                                |                                | 16 خميس | 17 جمعة | 18 سبت | 19 أحد | 20 اثنين | 21 ثلاثاء | 22 أربعاء | 23 خميس | 24 جمعة | 25 سبت | 26 أحد | فعاليات الميداليات |

## جدول الميداليات
*   البلد المضيف ( CHI)
| المرتبة | NPC     | ذهبية | فضية | برونزية | المجموع |
| ------- | ------- | ----- | ---- | ------- | ------- |
| 1       | BRA     | 156   | 98   | 89      | 343     |
| 2       | USA     | 55    | 58   | 53      | 166     |
| 3       | COL     | 50    | 58   | 53      | 161     |
| 4       | MEX     | 29    | 46   | 50      | 125     |
| 5       | ARG     | 25    | 36   | 52      | 113     |
| 6       | CHI*    | 16    | 20   | 15      | 51      |
| 7       | CUB     | 12    | 8    | 15      | 35      |
| 8       | CAN     | 9     | 15   | 28      | 52      |
| 9       | ECU     | 7     | 7    | 5       | 19      |
| 10      | VEN     | 6     | 12   | 16      | 34      |
| 11      | PER     | 6     | 9    | 19      | 34      |
| 12      | CRC     | 4     | 5    | 3       | 12      |
| 13      | BER     | 1     | 1    | 0       | 2       |
| 13      | ESA     | 1     | 1    | 0       | 2       |
| 15      | TTO     | 1     | 0    | 0       | 1       |
| 16      | DOM     | 0     | 3    | 5       | 8       |
| 17      | URU     | 0     | 1    | 1       | 2       |
| 18      | PAN     | 0     | 1    | 0       | 1       |
| 19      | PUR     | 0     | 0    | 1       | 1       |
| 19      | ARU     | 0     | 0    | 1       | 1       |
| 19      | GUA     | 0     | 0    | 1       | 1       |
| المجموع | المجموع | 378   | 379  | 407     | 1164    |

## التسويق
تتشارك الألعاب معظم علاماتها التجارية والتسويقية مع الألعاب الأمريكية 2023، بما في ذلك شعارها الذي كُشف عنه في يوليو 2019، وتميمتها فيو—وهو صائد الذباب الجبار كثير الألوان—والذي أُعلن عنه في 16 أكتوبر 2021، بعد استطلاع عبر الإنترنت.

## وصلات خارجية
- الموقع الرسمي للألعاب
- الموقع الرسمي للشهادات الصوتية (بالإنجليزية والإسبانية)

| سبقه ليما | الألعاب البارا أمريكية السابعة سانتياغو (2023) | تبعه ليما |